# 福里ダム
福里ダム（ふくざとダム）は、沖縄県城辺町（後の宮古島市）の地下に建設された地下ダムである。福里ダムの南西には同時期に建設された地下ダムの砂川ダム、北東には実験用地下ダムの皆福ダムが隣接する。

## 概要
水を含みやすい性質を持つ琉球石灰岩の地層を幅1,790メートル、高さ27メートルの地中壁で区切ることによって地下水が海へ流出したり海水が地下水に浸入したりするのを防ぎ、地下水として水を蓄えておくことができる。蓄えられた水は計85本の井戸からポンプでくみ上げられ、砂川ダムと合わせて8,400ヘクタールの農地の灌漑用水として利用される。ダム本体は地中にありダム湖もなく地上にはサトウキビ畑が広がるのみである。

## 地質
宮古島は広く琉球石灰岩の地層に覆われており、その下部には水を通しにくい島尻層泥岩が基盤地層となっている。また、北西-南東方向に多数の断層が走っており、断層によって地層が大きく傾き断層に沿って三角柱状の地下谷が並行する構造となっている。宮古島南東部においてはこの地下谷が海に向かってゆるやかに傾いており、地下水が海へ流出する形になっている。このため地下谷のできるだけ海に近い場所が地下ダムの適地とされた。

## 構造
福里ダムは福里断層と皆福断層に挟まれた地下谷を横断する1つの主ダムと地下谷の両側にある地下尾根からの漏水を防ぐ3つの副ダムとして計画されたが、後に副ダムのうちの1つは不要であることがわかり最終的には1つの主ダムと2つの副ダムが建設された。ダム本体は地下20メートルより下の地中に埋められた形となっており厚さ0.5メートルのコンクリート製である。琉球石灰岩の下部にある島尻層泥岩の地層にも1メートルの深さまで挿入されており強度と防水性を確保している。水位水質観測用として掘り下げられた箇所があり、地下ダムの構造を地上から観察することができる。

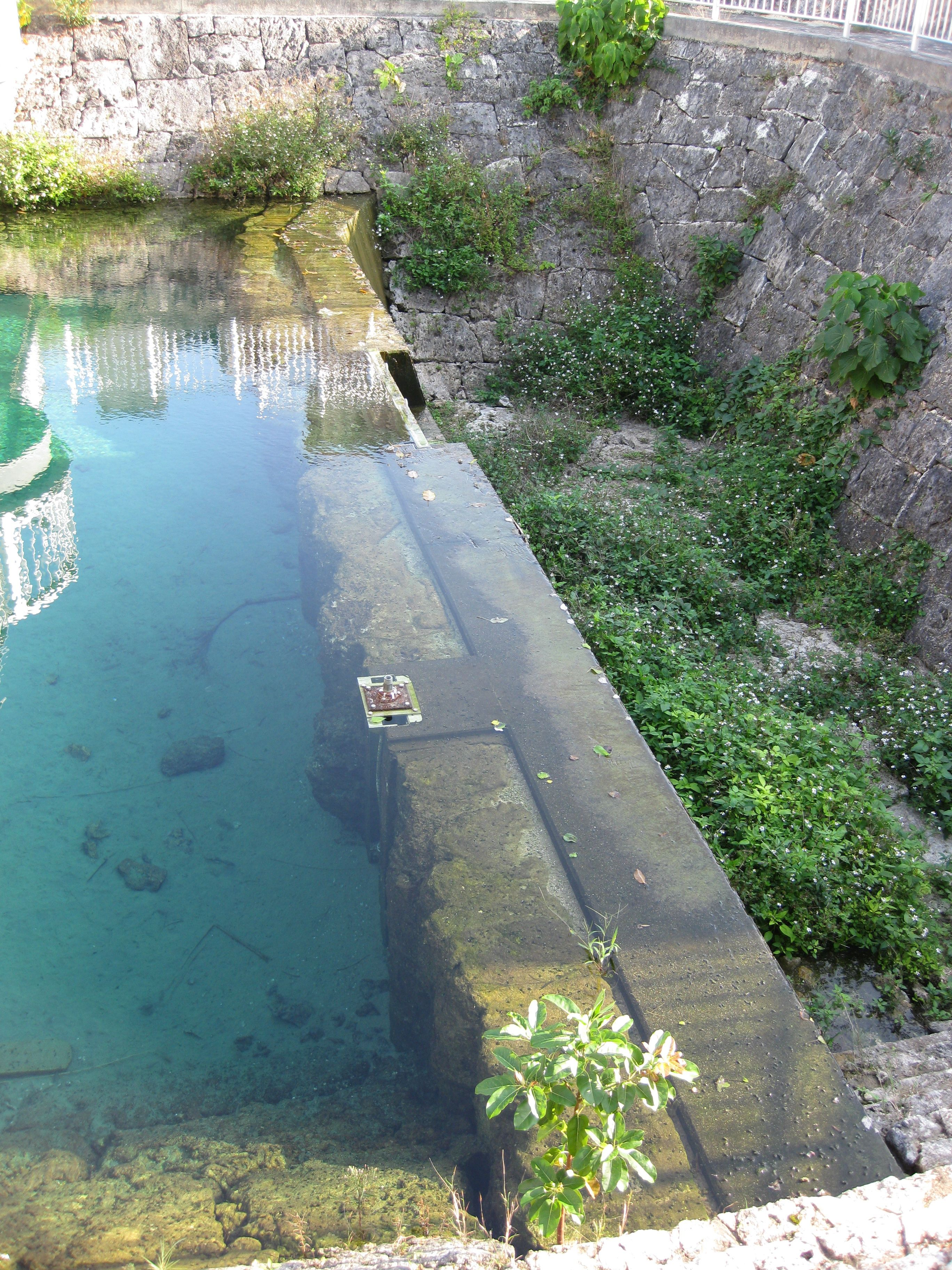
福里ダムの止水壁（地上では強度不足となるため下流側が補強されている）

## 工法
オーガードリルを装着した杭打ち機を用い、直径60センチメートルの穴を90センチメートルおきに並ぶように掘削し、穴と穴との間をオーガードリルで崩して連続した板状の空隙を形成し、そこにコンクリートを流し込んで固化させることで地下壁を形成する地下連続壁工法が用いられた。また、コンクリートを地中に注入して地盤を固化させる工法も補助的に用いられている。

## 歴史
宮古島は地形が平坦な上に雨水の約40%は琉球石灰岩地層に浸透して海へ流出するため地表に水源が乏しく、農業用水を降雨に依存していたため農業生産は不安定であった。特に1971年（昭和46年）3月から9月にかけて大規模な旱魃があり、同年のサトウキビ収穫量は平年の4分の1以下に落ち込んだ。このため1972年（昭和47年）の沖縄返還をきっかけに同年から翌年にかけて農業用地下水の調査が行われ、1974年（昭和49年）から地下ダムの開発に関する調査が始められた。
1977年（昭和52年）から翌年にかけて城辺町皆福に実験用の地下ダムである皆福ダムが建設され様々なデータが集められた。この結果をもとにして1980年（昭和55年）から1983年にかけて様々な工法が検討されたが、当時は大深度工事に対応可能な工法がなく建設は足踏み状態となっていた。1983年、福岡市地下鉄箱崎線の建設工事においてオーガー工法が大深度工事に対応できることが実証され、地下ダムの工事に採用されることになった。
1984年（昭和59年）から1986年にかけて設計が行われ、1988年（昭和63年）10月に国営宮古土地改良事業計画として工事が始まった。1990年（平成2年）2月から農用地整備公団が工事を受け継ぎ、1996年（平成8年）7月24日には主ダムの締め切り、1998年（平成10年）12月18日には副ダムの締め切りが行われ地下ダムが完成した。
この事業により地下水による大規模な灌漑が可能となり、サトウキビに加えてタバコ、カボチャ、飼料作物などが栽培されるようになった。

## 外の宮古島における地下ダムの記事
宮古島市城辺(ぐすくべ）西東の住民らは、同集落の東側で仲原地下ダムを建設している鴻池・平安座共同企業体の招きを受け2012年4月28日、同ダムの建設現場を見学した。現場にそびえ立つ削孔機は「キリン6頭分の高さ即ち32メートル」などと説明。仲原地下ダムの止水壁の計画延長は2,350メートルで、約300メートルがすでに完成。同企業体は149メートルを請け負っている。同ダムの計画有効貯水量は920万トンで、既存2、計画2の計4ダムのうち最大規模。同ダムの水は伊良部と砂川の東山ファームポンドに送水される。

## 宮古島市地下ダム資料館

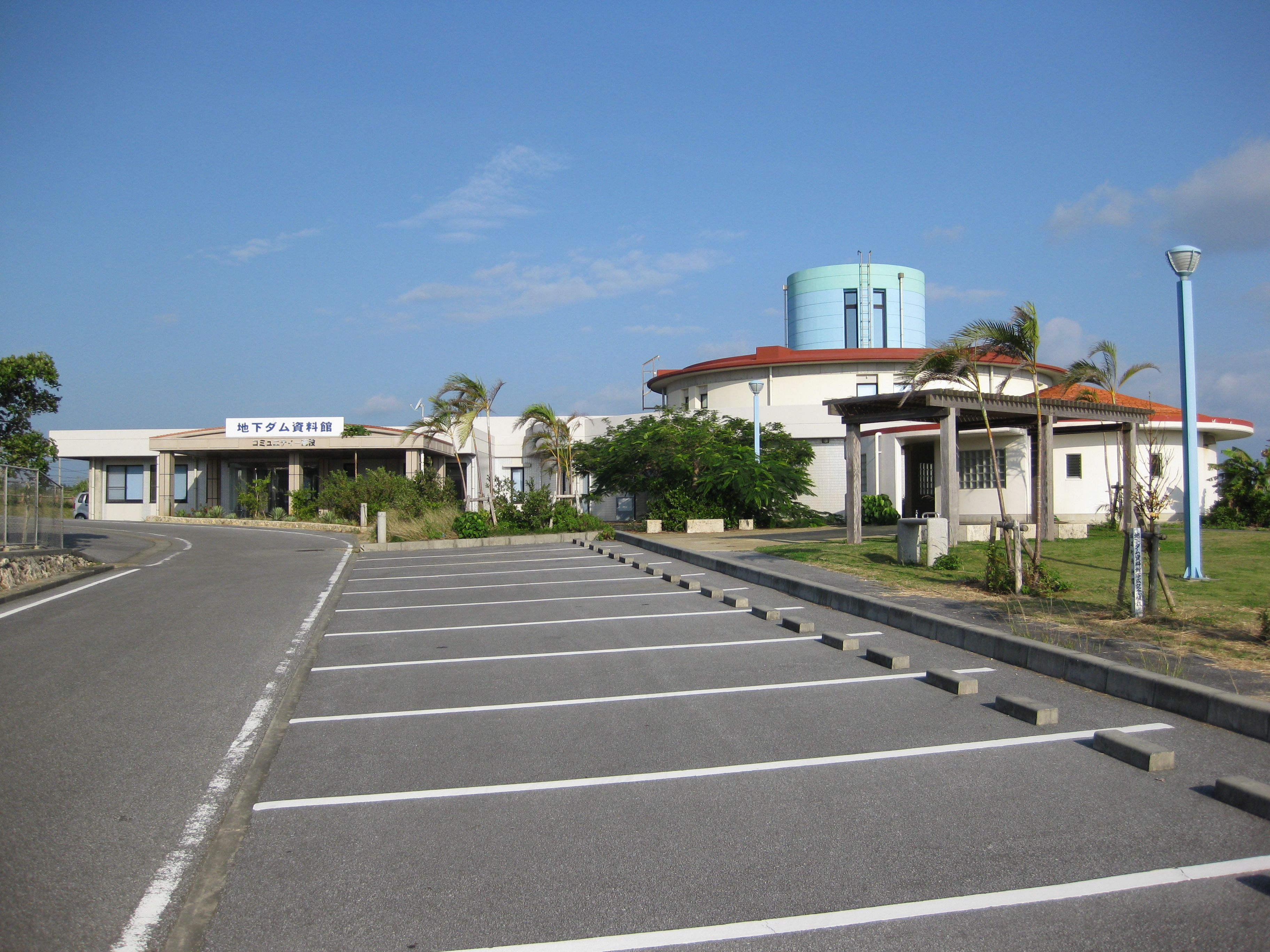
地下ダム資料館

2003年（平成15年）に農村総合整備統合補助事業として2億円をかけて福里ダム近くに建設された施設である。宮古島の地質や農業、地下ダムの模型、建設に使用した三軸オーガードリルなどが展示されている。入館料は一般300円。